# Stuber - Autista d'assalto

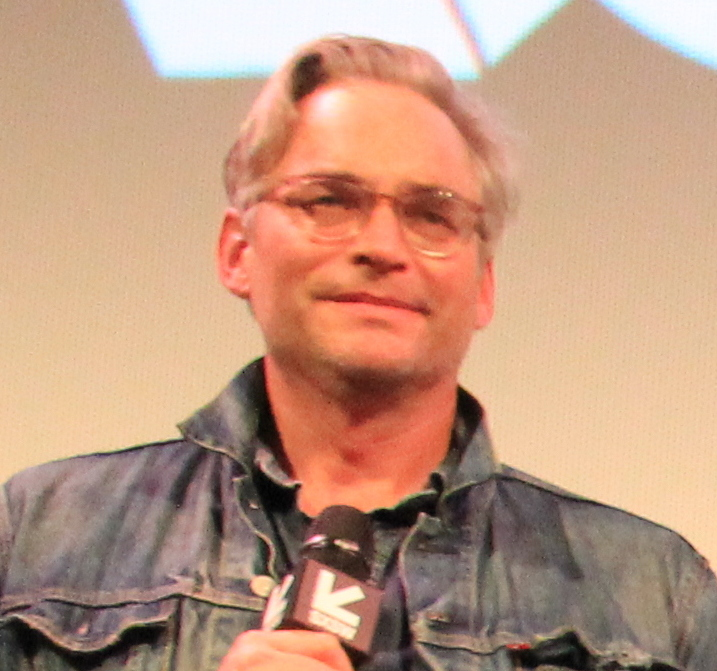
Michael Dowse, regista del film

Stuber - Autista d'assalto (Stuber) è un film del 2019 diretto da Michael Dowse.
La pellicola ha come protagonisti Kumail Nanjiani e Dave Bautista. Il film è interpretato anche da Iko Uwais, Natalie Morales, Betty Gilpin, Jimmy Tatro, Mira Sorvino e Karen Gillan.

## Trama
Vic Manning, un aggressivo detective del dipartimento di polizia di Los Angeles, è sulle tracce del famigerato signore della droga, Oka Tedjo, che sei mesi prima ha assassinato la compagna di Vic, Sara Morris; dopo di che il suo superiore, il capitano McHenry, lo mette in congedo. Poiché il suo inseguimento di Tedjo durante quell'incontro è stato ostacolato quando i suoi occhiali gli sono caduti dal viso, Vic si sottopone a un intervento chirurgico correttivo agli occhi con il laser. Ciò richiede che rimanga fuori servizio per un giorno o due in più, a causa della sua vista ridotta, finché i suoi occhi non guariscano. Tuttavia, quando un informatore lo contatta con una pista sulla posizione attuale di Tedjo, chiama un Uber e viene prelevato da Stu Prasad, un autista modesto che svolge diligentemente il suo lavoro tenendo d'occhio le recensioni che riceve sull'app Uber.
L'indagine di Vic lo porta in giro per Los Angeles con un riluttante Stu. Lungo la strada, Stu affronta sia il comportamento violento e sconsiderato di Vic sia i suoi sentimenti per una donna di nome Becca, un'amica intima e socia in affari con cui ha in programma di aprire un'attività di spinning . Becca, dopo aver rotto con il suo fidanzato, vuole che Stu venga a trovarla per fare sesso occasionale, ma lui è sinceramente innamorato dell'amica fin dal momento in cui l'ha incontrata e desidera una relazione più seria. Mentre Stu e Vic imparano a conoscersi, si confrontano sulla mancanza di coraggio di Stu con Becca, mentre Stu critica Vic per la sua mascolinità tossica e il suo trattamento insensibile nei confronti della figlia Nicole, una scultrice.
In una casa a Long Beach, Vic arresta Amo, un sospettato chiave della sua indagine, e salva un Pitbull Terrier di nome Pico dopo che gli hanno dato delle bustine di droga. Dopo che Stu spara accidentalmente ad Amo alla gamba, Vic li porta in un ospedale per animali, dove sia Amo sia Pico ricevono cure mediche dal veterinario. Dopo che Vic apprende da Amo che Tedjo consegnerà della droga più tardi quella notte, vengono attaccati da un gruppo di uomini di Tedjo, che prendono in giro Vic per la mostra d'arte di sua figlia quella sera stessa. Con l'aiuto di Stu, Vic elimina i teppisti e corre alla mostra di Nicole per avvertirla del potenziale pericolo, ma lei è stanca dell'ossessione di suo padre di dare la caccia a Tedjo. In seguito Stu lascia Vic vicino al luogo della consegna e chiama Becca, ammette i suoi sentimenti per lei e poi le dice che non possono più essere amici perché sa che lei non prova gli stessi sentimenti. Al momento della consegna, Vic chiama rinforzi, ma Stu nota solo un'auto della polizia che si dirige verso di lui.
Mentre aspetta Tedjo, McHenry arriva e Vic scopre che è una poliziotta corrotta che ha lavorato con Tedjo e stava progettando di incastrare Vic per omicidio per toglierlo dalle loro tracce. Tuttavia, prima che possa uccidere Vic, Stu la investe e i due tentano senza successo di scappare da Tedjo nella sua auto. Mentre lottano contro di lui, Nicole arriva dopo aver rintracciato Stu tramite la sua app Uber e viene quasi colpita da Tedjo. Stu le salta davanti e prende il proiettile, mentre Vic quasi uccide Tedjo prima che Nicole lo fermi. La polizia arriva poco dopo per assicurare Tedjo alla giustizia.
Mentre Stu e Vic si riprendono in ospedale, Vic dà a Stu una recensione Uber a cinque stelle (nonostante la tariffa di 5 mila dollari che deve pagargli). Per Natale Becca ha aperto un'attività di successo di spin bike e Vic, che arriva a casa di Nicole con Pico, scopre che Nicole esce con Stu.

## Distribuzione
Il film è stato presentato in anteprima al South by Southwest il 13 marzo 2019, ed è stato distribuito da Walt Disney Studios Motion Pictures sotto la supervisione 20th Century Fox negli Stati Uniti a partire dal 12 luglio 2019.. Nelle sale italiane, il film è stato distribuito il 29 agosto.
L'8 aprile 2019 è stato pubblicato il trailer.

## Accoglienza

### Incassi
A fronte di un budget di 16 milioni di dollari, la pellicola ne ha incassati circa 22,4 milioni in Nord America e 10 milioni nel resto del mondo, per un totale di 32390945 $.